# Pedro Antonio Díaz

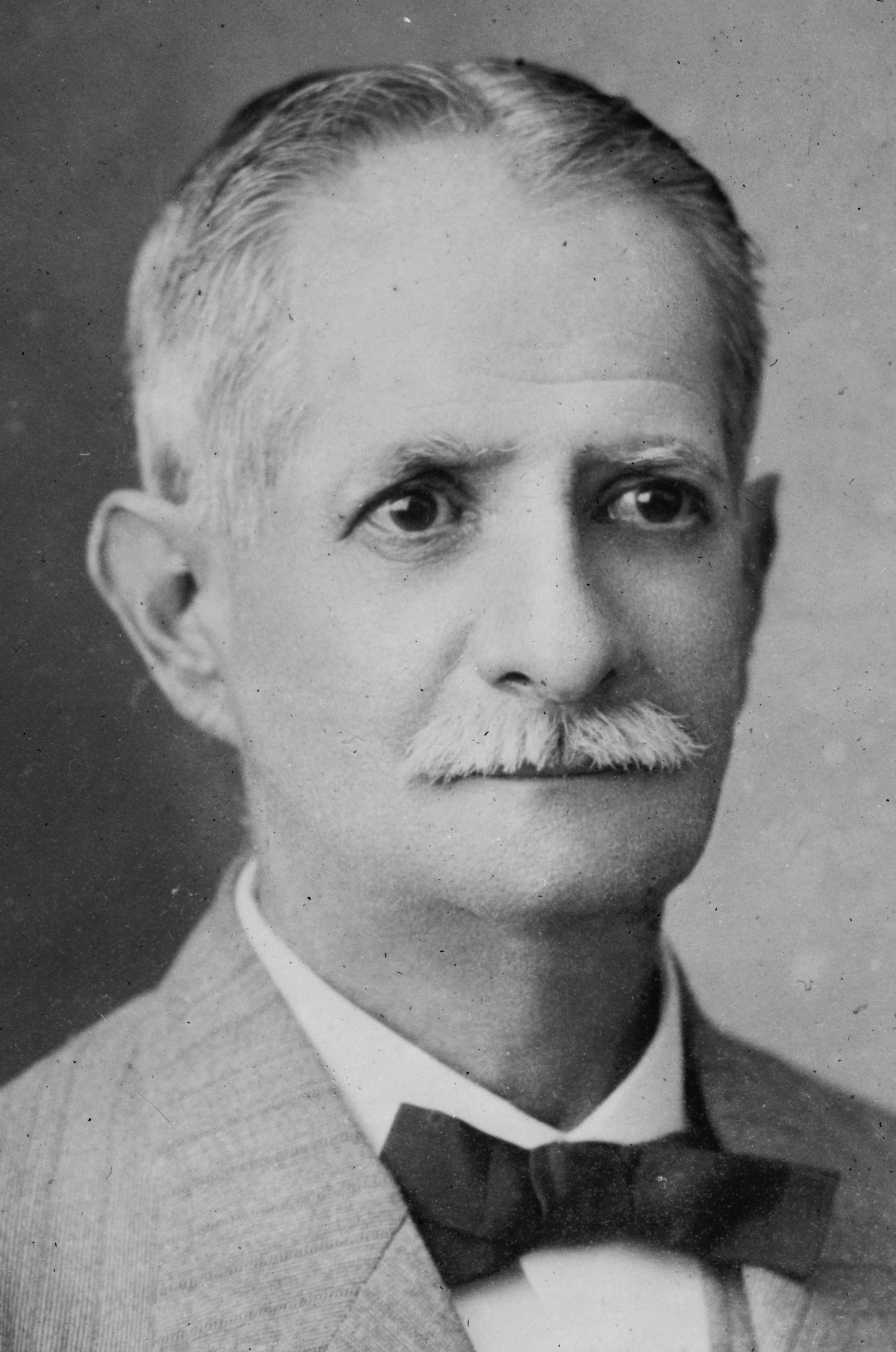
Pedro Antonio Díaz

Pedro Antonio Díaz (* 5. Juli 1852; † 8. Mai 1919) war der neunte Staatspräsident von Panama.
Diaz war als Nachfolger und vorheriger Stellvertreter von Ciro Luis Urriola vom 1. Oktober 1918 bis zum 12. Oktober 1918 für 12 Tage Staatspräsident, bevor er gestürzt wurde. Sein Nachfolger wurde der bereits von 1912 bis 1916 amtierende Staatspräsident Belisario Porras Barahona. Er war vor seiner Präsidentschaft Gouverneur der Provinz Panama gewesen.